# Salmo 149

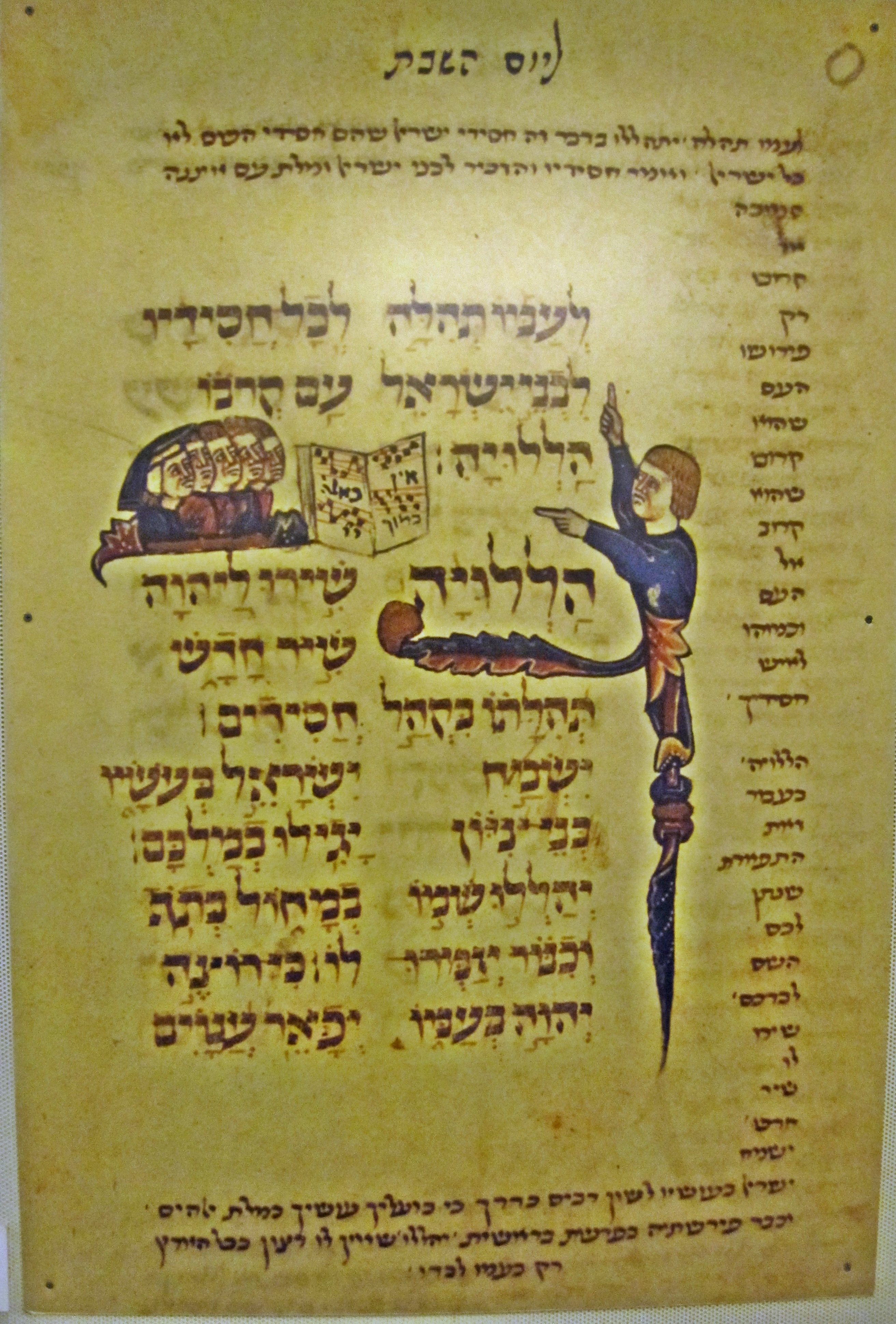
Il testo del salmo su un manoscritto ebraico.

Il salmo 149 costituisce il centoquarantanovesimo capitolo del Libro dei salmi.
È utilizzato dalla Chiesa cattolica nella liturgia delle ore.